# Apogonichthyoides
Az Apogonichthyoides a sugarasúszójú halak (Actinopterygii) osztályához a sügéralakúak (Perciformes) rendjéhez, ezen belül a kardinálishal-félék (Apogonidae) családjához tartozó nem.

## Rendszerezés
A nembe az alábbi 20 faj tartozik:
- Apogonichthyoides atripes (Ogilby, 1916)
- Apogonichthyoides brevicaudatus (Weber, 1909)
- Apogonichthyoides cantoris (Bleeker, 1851)
- Apogonichthyoides chrysurus (Ogilby, 1889)
- Apogonichthyoides erdmanni Fraser & Allen, 2011
- Apogonichthyoides euspilotus (Fraser, 2006)
- Apogonichthyoides gardineri (Regan, 1908)
- Apogonichthyoides heptastygma (Cuvier, 1828)
- Apogonichthyoides miniatus Fraser, 2010
- Apogonichthyoides niger (Döderlein, 1883)
- Apogonichthyoides nigripinnis (Cuvier, 1828)
- Apogonichthyoides opercularis (Macleay, 1878)
- Apogonichthyoides pharaonis (Bellotti, 1874)
- Apogonichthyoides pseudotaeniatus (Gon, 1986)
- Apogonichthyoides regani (Whitley, 1951)
- Apogonichthyoides sialis (Jordan & Thompson, 1914)
- Apogonichthyoides taeniatus (Cuvier, 1828)
- Apogonichthyoides timorensis (Bleeker, 1854)
- Apogonichthyoides umbratilis Fraser & Allen, 2010
- Apogonichthyoides uninotatus (Smith & Radcliffe, 1912)